# زانکت اولریخ ام پیلرسی
زانکت اولریخ ام پیلرسی (به آلمانی: Sankt Ulrich am Pillersee) یک منطقهٔ مسکونی در اتریش است که در کیتسبول واقع شده‌است. زانکت اولریخ ام پیلرسی ۵۲٫۰ کیلومتر مربع مساحت دارد ۸۴۷ متر بالاتر از سطح دریا واقع شده‌است. طبق آمار سال ۲۰۱۰ جمعیت این منطقه ۱۵۹۳ نفر است.